# Ruth Mangue
Ruth Mangue Nve (* 23. Juni 1975 in Äquatorialguinea) ist eine äquatorialguineische Sprinterin. Sie war 1992 Teilnehmerin der Olympischen Spiele.

## Leben
Mangue nahm an den Olympischen Sommerspielen 1992 in Barcelona beim 200-Meter-Laufwettbewerb der Frauen teil. Im Vorlauf 7 der Vorrunde lief sie eine Zeit von 27,65 s und wurde in diesem Lauf 7. und kam nicht weiter in die nächste Runde. Für den Wettbewerb 400-Meter-Lauf der Frauen nahm Mangue auch teil. Im Vorlauf 6 der Vorrunde lief sie eine Zeit von 1:03,32 min und wurde Letzte des Laufes und kam nicht in die nächste Runde.

## Persönliche Bestzeiten
- 200-m-Lauf: 26,09 s (1997)[1]
- 400-m-Lauf: 59,45 s (1997)[1]